# Municipio de Johnson (condado de Webster)
El municipio de Johnson (en inglés: Johnson Township) es un municipio ubicado en el condado de Webster en el estado estadounidense de Iowa. En el año 2010 tenía una población de 439 habitantes y una densidad poblacional de 4,77 personas por km².

## Geografía
El municipio de Johnson se encuentra ubicado en las coordenadas 42°30′58″N 94°23′3″O / 42.51611, -94.38417. Según la Oficina del Censo de los Estados Unidos, el municipio tiene una superficie total de 92.04 km², de la cual 92,03 km² corresponden a tierra firme y (0 %) 0 km² es agua.

## Demografía
Según el censo de 2010, había 439 personas residiendo en el municipio de Johnson. La densidad de población era de 4,77 hab./km². De los 439 habitantes, el municipio de Johnson estaba compuesto por el 97,27 % blancos, el 0,46 % eran afroamericanos, el 1,82 % eran de otras razas y el 0,46 % eran de una mezcla de razas. Del total de la población el 2,05 % eran hispanos o latinos de cualquier raza.